# Stanisław Trznadel
Stanisław Marian Trznadel (ur. 25 lutego 1899 w Brzesku, zm. 21 maja 1970 w Czeladzi) − polski lekarz, stypendysta Fundacji Rockefellera.

## Życiorys
Urodził się w rodzinie Franciszka i Marii z Brzeskich. Ukończył jezuickie gimnazjum klasyczne w Bakowicach. Rozpoczęte w 1917 roku studia lekarskie we Lwowie porzucił, aby zaciągnąć się do Wojska Polskiego. Brał udział w wojnie z bolszewikami. Do rezerwy został przeniesiony w stopniu podporucznika. Dyplom lekarski uzyskał na Wydziale Lekarskim Uniwersytetu Jana Kazimierza we Lwowie w 1925 roku. W 1927 roku został stypendystą Fundacji Rockefellera. Pracował we Lwowie, Tarnowie, Stanisławowie, Sosnowcu i Czeladzi. W 1934, jako oficer rezerwy pozostawał w ewidencji Powiatowej Komendy Uzupełnień Zawiercie. Posiadał przydział w rezerwie do Kadry Zapasowej 10 Szpitala Okręgowego w Przemyślu.
Podczas II wojny światowej wystawiał fałszywe zwolnienia lekarskie robotnikom Kopalni Czeladź, które to wielokrotnie uratowały im życie. Dwukrotnie był za tę działalność aresztowany przez Gestapo, z opresji ratował go wtedy niemiecki dyrektor kopalni Stutzer. Po wojnie 20 lat pracował w poradni matki i dziecka w Czeladzi.
Zgodnie z jego ostatnią wolą, zebrana przez niego kolekcja sztuki została sprzedana, a uzyskane stąd środki zostały przekazane na cele fundacji imienia małżonków Trznadlów, finansującej stypendia młodych lekarzy.
W 1990 roku uchwałą Rady Miejskiej w Czeladzi jednej z ulic w dzielnicy Piaski nadano jego imię.
Przez praprababkę Klarę Zuzannę z Estreicherów Faschingową (1784-1840), córkę Dominika Oesterreichera (1750-1809) był krewnym wielu przedstawicieli rodziny Estreicherów.